# Ham & Egg

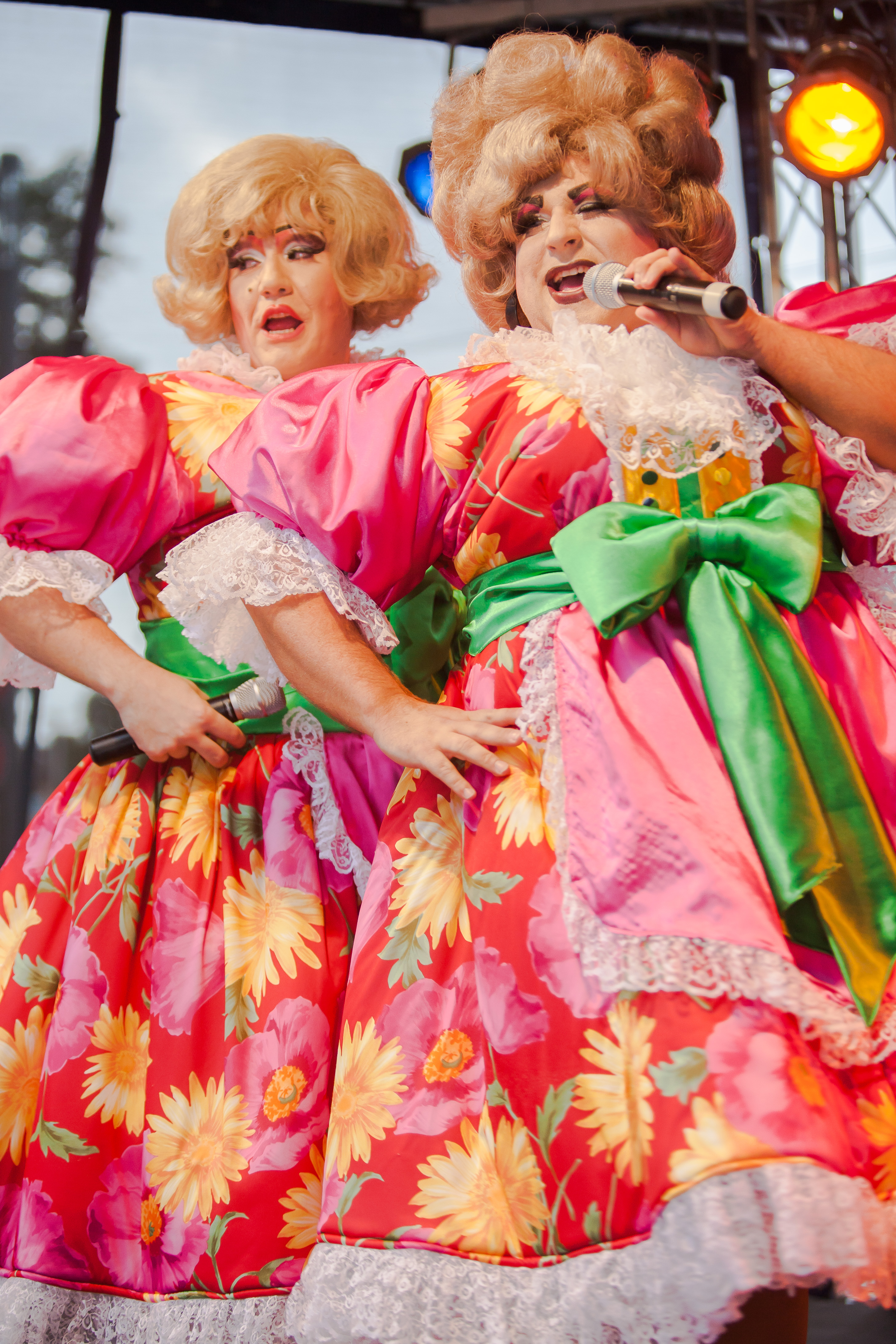
„Ham & Egg“

Ham & Egg ist ein Künstler-Duo im Bereich der Travestie aus Niederkassel bei Bonn.

## Bühnenprogramme
Die Bühnenprogramme des Duos bestehen aus humoristischen Unterhaltungs-Shows und präsentieren bekannte, vornehmlich deutsche Schlager in schriller Kostümierung.
Die Elemente der Shows bestehen aus Komik, Gesang, Tanz, Sketchen und Conférencen. Dabei kommen Elemente der Revue und des Varietés zum Einsatz.
Dem Prinzip der zeitgenössischen Travestie folgend, treten die beiden männlichen Akteure vornehmlich in weiblichen Rollen in übersteigerter Darstellung auf. Sie beziehen sich auf fiktive (z. B. „Miss Silikon“, Sekretärin „Riccarda Dötscher“) und bekannte reale Figuren (z. B. Trude Herr, Caterina Valente, Maria & Margot Hellwig und Roy Black).
Die Wechsel der einzelnen Programmpunkte sind stets mit einem Wechsel der Kostüme verbunden.

## Geschichte
Erste Versuche einer Travestie-Show wurden von den Akteuren in einem kleinen Rahmen zu Silvester 1996 verprobt. Das Konzept wurde in Folge weiter entwickelt und in Form mehrerer Bühnenprogramme ausgearbeitet und präsentiert.
Im Frühjahr 2011 hatte Ham & Egg auch Auftritte in Las Vegas.
Das Duo ist heute mit seinen Bühnenprogrammen vornehmlich im Westen Deutschlands unterwegs.

## Akteure
Ham, alias Jörg Dilthey (* 22. Juni 1969), verlebte seine Kindheit in Bonn-Bechlinghoven und machte eine Berufsausbildung zum Schriftsetzer. Von 1992 bis 2004 war er als Fotosetzer im Bundeskanzleramt tätig. Seit Juli 2004 ist er in der Medienzentrale der Bundeswehr in Sankt Augustin als Redaktionsassistent bei dem Fernsehsender bwtv beschäftigt.
Egg, alias Andreas Schmitz (* 12. Juli 1972 in Bonn-Bad Godesberg), verlebte seine Kinder- und Jugendzeit in Bonn-Duisdorf. Er hat eine Ausbildung zum Kaufmann im Einzelhandel absolviert und ist als Beamter in der Bonner Stadtverwaltung in Teilzeit tätig.

## Kritik
- „Zwei wahrhafte Kalorienbomben mit etwa 220 Kilo Lebendgewicht, weit mehr als 200.000 Begeisterte und über 150 aufwändige und fantasievolle Special-Effects-Kostüme … Sexy, schrill, schräg – das sind ‚Ham & Egg‘ – seit zwölf Jahren das erfolgreichste Travestie-Duo Deutschlands.“[3]
- „Die Zuschauer bogen sich vor Lachen oder waren ganz still bei eher melancholischen Stücken. ‚Wir freuen uns, wenn das Publikum sich freut‘, sagen die Comedians und Travestiekünstler, die sich selbst nicht so ernst nehmen und vielleicht gerade deshalb solche Erfolge wie in der Rhein-Sieg-Halle feiern.“[4]
- „Für das Tüpfelchen auf dem ‚i‘ sorgte das Travestie-Duo Ham und Egg (alias Jörg Dilthey und Andreas Schmitz aus Niederkassel) – Deutschlands schrillste Beamte in schrillen Kostümen und deutschen Schlagern.“[5]
- „… Comedy vom Allerfeinsten …“[6]

## Bilder-Galerie

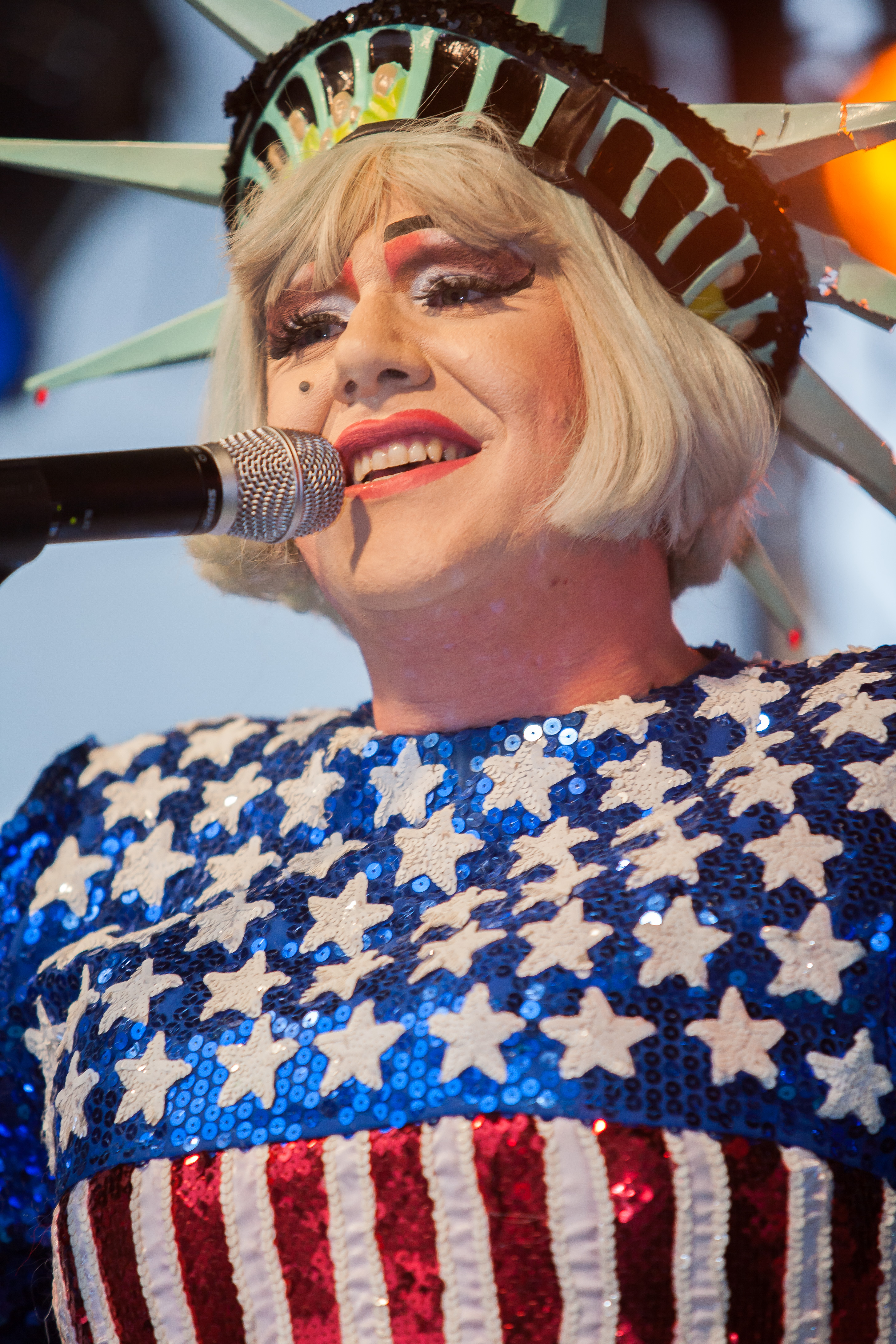
„Ham“ Jörg Dilthey
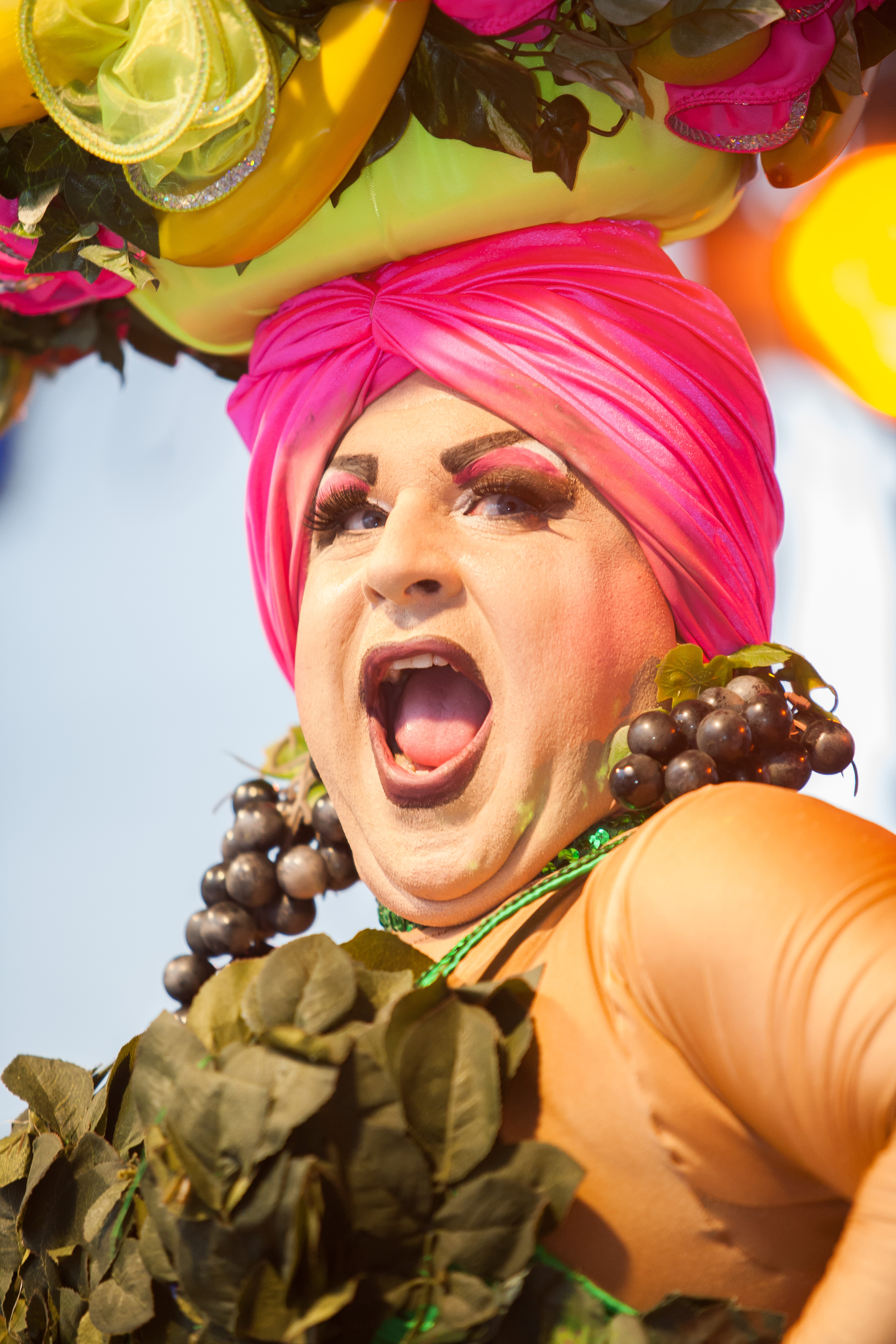
„Egg“ Andreas Schmitz